# Білоус Павло Віталійович
Павло́ Віта́лійович Білоу́с — майстер-сержант Збройних сил України, учасник російсько-української війни, Герой України, що відзначився у ході російського вторгнення в Україну.

## Життєпис
Понад 20 років присвятив розвитку Пластового руху в різних областях України. Брав активну участь у Революції гідності. Добровольцем брав участь в антитерористичній операції на Сході України. Перебував у батальйонах «Київська Русь» та «Гарпун». У липні 2015 поблизу м. Авдіївка (нині Покровського р-ну Донецької обл.) зазнав поранення. Після лікування оселився в селі Семиполки Броварського району Київської області, де заснував сироварню «Cheesegard». З початком повномасштабного вторгнення військ РФ в Україну 24 лютого 2022 знову активно долучився до боротьби з ворогом.

### Російське вторгнення в Україну (2022)
Наприкінці березня 2022 року на Київщині майстер-сержант Павло Білоус та старший сержант Олександр Ключка відзначилися під час бою з колоною бронетанкової техніки противника. Завдяки їхнім діям знищено танки, БМД та БМП ворога.

## Нагороди
- звання Герой України з врученням ордена «Золота Зірка» (7 квітня 2022) — за особисту мужність і героїзм, виявлені у захисті державного суверенітету та територіальної цілісності України, вірність військовій присязі[2].